# Nicolas Dikoumé
Nicolas Dikoumé (ur. 21 listopada 1973 w Jaunde) – kameruński piłkarz występujący na pozycji napastnika.

## Kariera klubowa
Dikoumé karierę rozpoczynał w 1994 roku w zespole Canon Jaunde. W sezonie 1995 zdobył z nim Puchar Kamerunu. W 1996 roku przeszedł do greckiego Apollonu Smyrnis, grającego w pierwszej lidze. Występował tam przez trzy sezony, a potem odszedł do także pierwszoligowej Skody Ksanti.
Na początku 2002 roku Dikoumé został zawodnikiem drugoligowego Panelefsiniakosu, w którym występował do końca sezonu 2001/2002. Następnie grał na Cyprze w pierwszoligowych drużynach Doxa Katokopia oraz Ethnikos Achna. W 2003 roku wrócił do Grecji, gdzie był graczem drugoligowych klubów Panachaiki oraz Niki Wolos. W 2005 roku przeszedł do Canonu Jaunde, gdzie w 2007 roku zakończył karierę.

## Kariera reprezentacyjna
W reprezentacji Kamerunu Dikoumé grał w latach 1990–1995. W 1996 roku został powołany do kadry na Puchar Narodów Afryki. Nie zagrał jednak na nim w żadnym meczu, a Kamerun zakończył turniej na fazie grupowej.